# BNIP2
BNIP2 (англ. BCL2 interacting protein 2) – білок, який кодується однойменним геном, розташованим у людей на короткому плечі 15-ї хромосоми. Довжина поліпептидного ланцюга білка становить 314 амінокислот, а молекулярна маса — 36 018.
| 10         |  | 20         |  | 30         |  | 40         |  | 50         |
| ---------- |  | ---------- |  | ---------- |  | ---------- |  | ---------- |
| MEGVELKEEW |  | QDEDFPIPLP |  | EDDSIEADIL |  | AITGPEDQPG |  | SLEVNGNKVR |
| KKLMAPDISL |  | TLDPSDGSVL |  | SDDLDESGEI |  | DLDGLDTPSE |  | NSNEFEWEDD |
| LPKPKTTEVI |  | RKGSITEYTA |  | AEEKEDGRRW |  | RMFRIGEQDH |  | RVDMKAIEPY |
| KKVISHGGYY |  | GDGLNAIVVF |  | AVCFMPESSQ |  | PNYRYLMDNL |  | FKYVIGTLEL |
| LVAENYMIVY |  | LNGATTRRKM |  | PSLGWLRKCY |  | QQIDRRLRKN |  | LKSLIIVHPS |
| WFIRTLLAVT |  | RPFISSKFSQ |  | KIRYVFNLAE |  | LAELVPMEYV |  | GIPECIKQVD |
| QELNGKQDEP |  | KNEQ       |  |            |  |            |  |            |

A: Аланін

C: Цистеїн

D: Аспарагінова кислота

E: Глутамінова кислота

F: Фенілаланін

G: Гліцин

H: Гістидин

I: Ізолейцин

K: Лізин

L: Лейцин

M: Метіонін

N: Аспарагін

P: Пролін

Q: Глутамін

R: Аргінін

S: Серин

T: Треонін

V: Валін

W: Триптофан

Кодований геном білок за функцією належить до фосфопротеїнів. 
Задіяний у таких біологічних процесах, як апоптоз, альтернативний сплайсинг. 
Локалізований у цитоплазмі.